# Binuang (kecamatan)
Binuang (indonez. Kecamatan Binuang) – kecamatan w kabupatenie Tapin w prowincji Borneo Południowe w Indonezji.
Kecamatan ten graniczy od północy z kecamatanami Tapin Selatan i Salam Babaris, od wschodu z kecamatanem Hatungun, od południowego zachodu z kabupatenem Banjar, a od zachodu z kecamatanem Tapin Tengah. Przez Binuang przebiega droga Jalan Ahmad Yani, łącząca Rantau z Banjarbaru.
W 2010 roku kecamatan ten zamieszkiwało 27 281 osób, z których 13 787 stanowili mężczyźni, a 13 494 kobiety. 26 834 osób wyznawało islam, a 366 chrześcijaństwo.
Znajdują się tutaj miejscowości: A Yani Pura, Binuang, Gunung Batu, Karang Putih, Mekarsari, Padang Sari, Pualam Sari, Pulau Pinang, Pulau Pinang Utara, Raya Belanti, Tungkap.